# Samuel Roche
Samuel Roche (fl. XX secolo) è stato un ginnasta francese.
Partecipò ai Giochi olimpici del 1900 di Parigi dove arrivò centoventiseiesimo nella gara degli esercizi combinati con 164 punti.